# Fiat Duna
Fiat Duna (Type 155) — це невеликий автомобіль, що виготовлявся компанією Fiat в Аргентині та Бразилії, де він продавався як Fiat Prêmio. Збудований у 1985 році в Бразилії, Duna/Prêmio заснована на шасі Fiat Uno, але на відміну від Uno, це був дводенний седан. Діапазон був розширений з появою тридверного універсала в 1987 році під назвою Fiat Elba (або Duna Weekend), чотиридверний седан, доданий в 1987 році, а п'ятидверний універсал в 1989 році. Автомобіль продавався в основному в Південній Америці. Виробництво закінчилося в 2000 році, а моделі Duna та Elba були замінені Fiat Siena та Fiat Palio Weekend відповідно.

## Двигуни
- 1116 см3 146.A6 Р4
- 1301 см3 146.A5 Р4
- 1497 см3 124 series Р4
- 1581 см3 128 series Р4
- 1697 см3 diesel Р4